# Robert et les Catapila
Robert et les Catapila est un recueil de nouvelles écrit par le journaliste et écrivain ivoirien Venance Konan et publié en 2005.
La nouvelle qui donne son nom au recueil aborde la question de la propriété foncière en Côte d'Ivoire.